# Mysteria Mortis
Mysteria Mortis — российская фолк-метал, MDM, progressive-metal, (пейган-метал) группа, образованная в 2011 году. В основе творчества коллектива лежит скандинавская и кельтская тематика, этнические инструменты на фоне тяжёлого металла, экстремальный и чистый женский и мужской вокалы.

## История группы

### Начало (2011)
Группа Mysteria Mortis была создана тремя участниками: Анной Швецовой (Annette Ignis), Данилой «Фином» Кутько, а также скрипачом Святославом Постевым зимой 2011 года.
Выступления группы проходили как в родном городе, начиная с дебютного выступления в НК «Machine» города Комсомольска-на-Амуре, так и в других городах. 21 августа 2011 года у группы состоялся концерт в городе Владивостоке на этно-фолк-фестивале «Ночь Серебряной Луны». После этого фестиваля произошла смена состава музыкантов.
Перед этим фестивалем, летом 2011 года группа записала своё первое демо «Дети Ледяного ветра».

### Воды Тунд (2011—2014)
После выступления в городе Амурске 23 февраля 2011 года ребята приходят к выводу, что пора записывать свой первый альбом. Осенью группа отправляется в студию для записи альбома.
За 2012 год группа успевает выступить с питерскими «Тролль Гнёт Ель» на одной сцене, посетить множество концертов на Дальнем Востоке, а также записать свой первый альбом.
В октябре группа подписала контракт с лейблом «MOREHATE».
Зимой 2013 в группу приходит второй гитарист.
Свой первый альбом «Воды Тунд» команда выпустила 10 мая 2013 года на лейбле «MOREHATE».

### Наше Время (2015—2017)
Новый состав MYSTERIA MORTIS в 2015ом году записывает композицию «Until i have a chance» и выпускает на неё первый клип
В апреле 2015 года музыканты отправились в свой первый тур в Китае, который проходил в 23 китайских городах.
1 мая 2015 года команда выступила на многотысячном фестивале под открытым небом «Long River Chang Jiang festival», в поддержку группы «Scorpions», на одной сцене с такими музыкантами, как «Artillery», «Chamber 65», «Evocation». Среди слушателей фестиваля были люди со всего мира: Болгария, Япония, США, Ирландия, Корея, Великобритания, множества европейских стран.
После возвращения в Россию коллектив начал записывать второй альбом «Наше Время».
C 26 июля 2015 по 30 августа 2015 группа объездила 18 крупнейших городов России с концертной программой, после чего получила широкую известность у публики, а также дала интервью на множество радиостанций, например радиостанция «Радио» город Иркутск, а также телевизионных каналов, например Телекомпания «Город» — Благовещенск на передаче «В гостях у Лишнего Билетика». Туровую афишу можно найти на официальном сайте группы.
18 апреля 2016 года у группы вышел второй полноформатный альбом «Наше Время» на лейблах"MOREHATE" и FONO. В мае 2016 года альбом был выпущен в Америке.
c 11ого сентября 2016 года команда уехала в новый тур по России в поддержку нового альбома (итого 12 русских городов), в Москве команда сыграла на сцене с Batterfly Temple, а затем ребята отыграли в нескольких финских городах (с пятого октября Mysteria Mortis находились в финском туре, в одном из финских городов — Хельсинки группа выступила в знаменитом рок клубе «Semifinal»). В ноябре 2016ого года Mysteria Mortis получили хорошую рецензию от русского метал журнала «Dark City» на свой второй полноформатный альбом «Наше время».
с 9 апреля 2017 года группа отправилась в большой тур по России, в рамках которого дала концерты в 11 городах. После этого Mysteria Mortis отыграли Европейский тур, в него вошли такие страны, как Финляндия, Польша, Литва, Латвия, Эстония. В Эстонии команда отыграла концерт в легендарном клубе «Рок кафе», в ходе данного тура коллектив заручился поддержкой европейских фанатов. Также у группы появился финский менеджер, который и начал работу над турами MM в Европе.
С период 2020 по 2023 год группа выпустила несколько музыкальных видеоклипов в YouTube, собравших пол миллиона просмотров.

## Дискография
2013 — Воды Тунд
2016 — Наше Время

## Дополнительные сведения
Летом 2015 года у группы появился первый тур-менеджер.
Некоторые называют стиль Mysteria Mortis — speed folk metal
Вокалистку группы часто сравнивают с Алиссой Уайт Глаз и Доро Пеш
в 2017 году концертами команды начал заниматься европейский менеджер.